# Liste der Kulturdenkmale in Henfstädt
Die Liste der Kulturdenkmale in Henfstädt umfasst die als Ensembles, Einzeldenkmale und Bodendenkmale erfassten Kulturdenkmale in der thüringischen Gemeinde Henfstädt und ihrer Ortsteile (Stand: 11. Februar 2025).
Die Angaben in der Liste ersetzen nicht die rechtsverbindliche Auskunft der zuständigen Denkmalschutzbehörde.

## Legende
- Bild: zeigt ein Bild des Kulturdenkmals und gegebenenfalls einen Link zu weiteren Fotos des Kulturdenkmals im Medienarchiv Wikimedia Commons
- Bezeichnung: Name, Bezeichnung oder die Art des Kulturdenkmals
- Lage: Wenn vorhanden Straßenname und Hausnummer des Kulturdenkmals; Grundsortierung der Liste erfolgt nach dieser Adresse. Der Link Karte führt zu verschiedenen Kartendarstellungen und nennt die Koordinaten des Kulturdenkmals.
 Kartenansicht, um Koordinaten zu setzen – in dieser Kartenansicht sind Kulturdenkmale ohne Koordinaten mit einem roten bzw. orangen Marker dargestellt und können in der Karte gesetzt werden. Kulturdenkmale ohne Bild sind mit einem blauen bzw. roten Marker gekennzeichnet, Kulturdenkmale mit Bild mit einem grünen bzw. orangen Marker.
- Datierung: gibt das Jahr der Fertigstellung beziehungsweise das Datum der Erstnennung oder den Zeitraum der Errichtung an
- Beschreibung: bauliche und geschichtliche Einzelheiten des Kulturdenkmals, vorzugsweise die Denkmaleigenschaften
- ID: Die ID identifiziert das Kulturdenkmal eindeutig. In Thüringen sind aktuell keine IDs veröffentlicht. In der ID-Spalte kann sich auch folgendes Icon  befinden, dies führt zu Angaben zu diesem Kulturdenkmal bei Wikidata.

## Einzeldenkmale
| Bild                                    | Bezeichnung                                                                          | Lage                                                   | Datierung | Beschreibung    | ID |
| --------------------------------------- | ------------------------------------------------------------------------------------ | ------------------------------------------------------ | --------- | --------------- | -- |
| BW                                      | Friedhofskapelle                                                                     | Am Dellesberg 77 (Karte)                               |           | mit Ausstattung |    |
| Direkt Bild zu diesem Denkmal hochladen | Gruft                                                                                | Am Dellesberg 77                                       |           |                 |    |
| Direkt Bild zu diesem Denkmal hochladen | Grabstätte                                                                           | Am Dellesberg 77                                       |           |                 |    |
| BW                                      | Friedhofstor und Mauer                                                               | Am Dellesberg 77 (Karte)                               |           |                 |    |
| BW                                      | Mühlengehöft: Hauptgebäude                                                           | Hintere Dorfstraße 56 (Karte)                          |           |                 |    |
| BW                                      | Mühlengehöft: Nebengebäude                                                           | Hintere Dorfstraße 56 (Karte)                          |           |                 |    |
| weitere Bilder Fotos hochladen          | Evangelische Dorfkirche                                                              | Kirchgasse 1 (Karte)                                   |           |                 |    |
| BW                                      | Ehemaliges Vorderes Rittergut, sogenanntes Vorderes Schloss: Hauptgebäude            | Dellertsgasse 75 (Karte)                               |           |                 |    |
| BW                                      | Ehemaliges Vorderes Rittergut, sogenanntes Vorderes Schloss: Nebengebäude            | Kirchgasse 36 (Karte)                                  |           |                 |    |
| BW                                      | Brunnenbecken                                                                        | Mittlere Dorfstraße (Karte)                            |           |                 |    |
| BW                                      | Pfarrhaus                                                                            | Mittlere Dorfstraße 2 (Karte)                          |           |                 |    |
| Fotos hochladen                         | Wohnhaus                                                                             | Mittlere Dorfstraße 3 (Karte)                          |           |                 |    |
| BW                                      | Backhaus                                                                             | Mittlere Dorfstraße 33 Flurstück(e) 101/2 (Karte)      |           |                 |    |
| BW                                      | Ehemaliges Hinteres Rittergut, sogenanntes Hinteres Schloss: Hauptgebäude            | Mittlere Dorfstraße 68 Flurstück(e) 761/36 (Karte)     |           |                 |    |
| BW                                      | Ehemaliges Hinteres Rittergut, sogenanntes Hinteres Schloss: nördliches Nebengebäude | Mittlere Dorfstraße 67 Flurstück(e) 761/36 (Karte)     |           |                 |    |
| BW                                      | Ehemaliges Hinteres Rittergut, sogenanntes Hinteres Schloss: westliches Nebengebäude | Mittlere Dorfstraße 67, 68 Flurstück(e) 761/36 (Karte) |           |                 |    |
| BW                                      | Mühlengehöft Tachbachsmühle                                                          | Tachbachsmühle 62 Flurstück(e) 317/2 (Karte)           |           |                 |    |
| BW                                      | Ehemaliger Gasthof                                                                   | Wachenbrunner Straße 64 Flurstück(e) 898 (Karte)       |           |                 |    |
| Direkt Bild zu diesem Denkmal hochladen | Burghardt-Brunnen                                                                    | Koordinaten fehlen! Hilf mit.                          |           |                 |    |
| BW                                      | Werrabrücke                                                                          | K 515 (Karte)                                          |           |                 |    |
| BW                                      | Osterburg                                                                            | (Karte)                                                |           |                 |    |
| Direkt Bild zu diesem Denkmal hochladen | Wohnhaus                                                                             | Adresse nicht mehr aktuell (DDR-K HBN); Lage unbekannt |           |                 |    |
| Direkt Bild zu diesem Denkmal hochladen | Wohnhaus                                                                             | Adresse nicht mehr aktuell (DDR-K HBN); Lage unbekannt |           |                 |    |

## Bodendenkmale
| Bild                                    | Bezeichnung          | Lage                                                                                                 | Datierung | Beschreibung | ID |
| --------------------------------------- | -------------------- | --- | --------- | ------------ | -- |
| Direkt Bild zu diesem Denkmal hochladen | Steinkreuz           | unterhalb der Osterburg Flurstück(e) 771/1                                                           |           |              |    |
| BW                                      | Burganlage Osterburg | nördlich vom Ort, auf d. Hain- oder Osterberg; am Südende des Hain Flurstück(e) 745/1, 745/2 (Karte) |           |              |    |
| Direkt Bild zu diesem Denkmal hochladen | Kreuzstein           | in Ortslage Flurstück(e) 3/2                                                                         |           |              |    |
| Direkt Bild zu diesem Denkmal hochladen | Steinkreuz           | nördlich der Straße nach Marisfeld im Gärtlesgrund Flurstück(e) 703                                  |           |              |    |